# Summerville (Karolina Południowa)
Summerville – miasto w Stanach Zjednoczonych, w stanie Karolina Południowa, w 3 hrabstwach: Dorchester, Berkeley i Charleston.